# Landstede Sportcentrum
Het Landstede Sportcentrum is een multifuctioneel sportcentrum in Zwolle. De thuiswedstrijden van de eredivisieteams van Landstede Basketbal, Regio Zwolle Volleybal en Coniche Topvolleybal Zwolle worden hier gespeeld. ROC Landstede is hoofdgebruiker van de sporthal voor diverse sportopleidingen die er worden gegeven. Er wordt ook door verschillende verenigingen gebruik van gemaakt waarbij de verenigingen Landstede Basketbal ZAC en VC Zwolle de grootste gebruikers zijn. Het sportcentrum is op 25 september 2010 geopend door de burgemeester van Zwolle.

## Oorsprong
Van oorsprong is het Landstede Sportcentrum het voormalige magazijn van het Rijksinkoopbureau Overijssel dat tot 2009 in gebruik was. Hier werden kantoorartikelen opgeslagen die door voor de overheid werden ingekocht.

## Verbouwing 2008–2010
Tussen 2008 en 2010 is het voormalige magazijn van het 'Rijksinkoopbureau Overijssel' in Zwolle gerenoveerd tot het Landstede Sportcentrum. De enorme ruimte van ruim 5000 vierkante meter is verbouwd van magazijn tot sportcentrum. Om open ruimtes te creëren moesten een aantal steunpilaren eruit en werd er een staalconstructie op het dak aangebracht. Er is een drie meter in de bodem verzonken centre court gemaakt met op de eerste en tweede verdieping tribunes, goed voor 1200 zitplaatsen. Aan beide zijden van het centre court zijn in totaal nog eens twee sporthallen, waarvan één turnhal met 126 zitplaatsen en een sporthal met 3 velden goed voor 378 zitplaatsen op de tribune. Aan de voorkant van het gebouw is er een nieuw moderne entree gerealiseerd.

## Gebruikers
Het Landstede Sportcentrum is van ROC Landstede zelf, het ROC is de hoofdgebruiker van het sportcentrum waar diverse sportopleidingen worden gegeven. Ook eredivisieteams basketbal en volleybal trainen in het sportcentrum en spelen daar hun wedstrijden. De verenigingen Landstede Basketbal ZAC en Landstede Volleybal/VCZ gebruiken de hal voor hun trainingen en wedstrijden. Diverse sportgerelateerde organisaties hebben hun kantoor in de kantoorvleugel van het Landstede Sportcentrum, zoals Sportservice Overijssel, KNVB en Coaches Betaald Voetbal. 

### Evenementen
Jaarlijks worden er tal van sportieve en zakelijke evenementen in het Landstede Sportcentrum georganiseerd, zoals het NK Tafeltennis, het NK Cheerleading, bekerfinales NEVOBO, bekerwedstrijden NBB en de the Open Peppercup (judo). 
Ook hebben er al diverse oefeninterlands volleybal plaatsgevonden in dit Theater van de Sport, zoals vlak na de opening van de hal de damesvolleybalinterland Nederland - Cuba. 
Ook andersoortige evenementen vinden hun plaats in deze locatie, zoals het jaarlijkse familieconcert van Stichting De Vuurvogel, het grote Sinterklaasfeest van de Stichting Kind in Beeld, de Zwolse Voetbalquiz en de jaarlijkse studiedagen van Landstede MBO-docenten en van docenten van tot Landstede Groep behorende VO-scholen.

## Galerij
Hieronder staan verschillende foto's van het Landstede Sportcentrum.

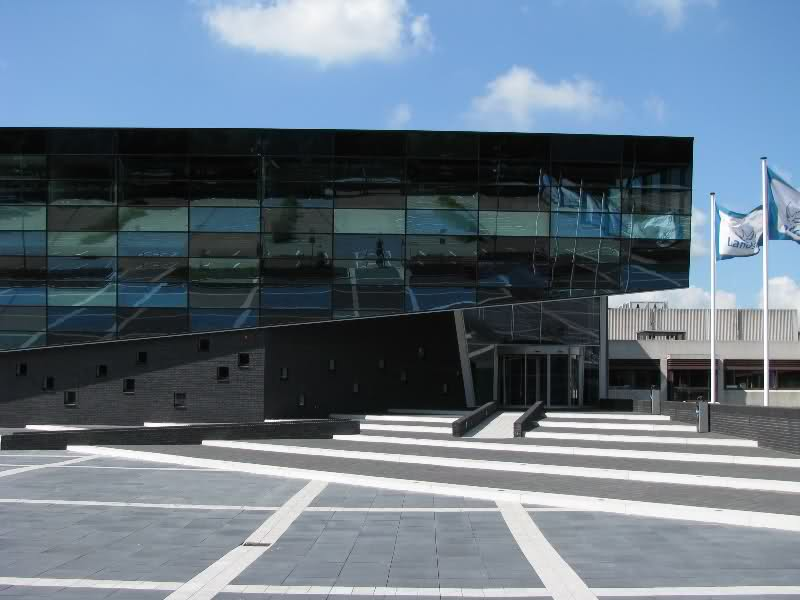
Voorkant van het Sportcentrum
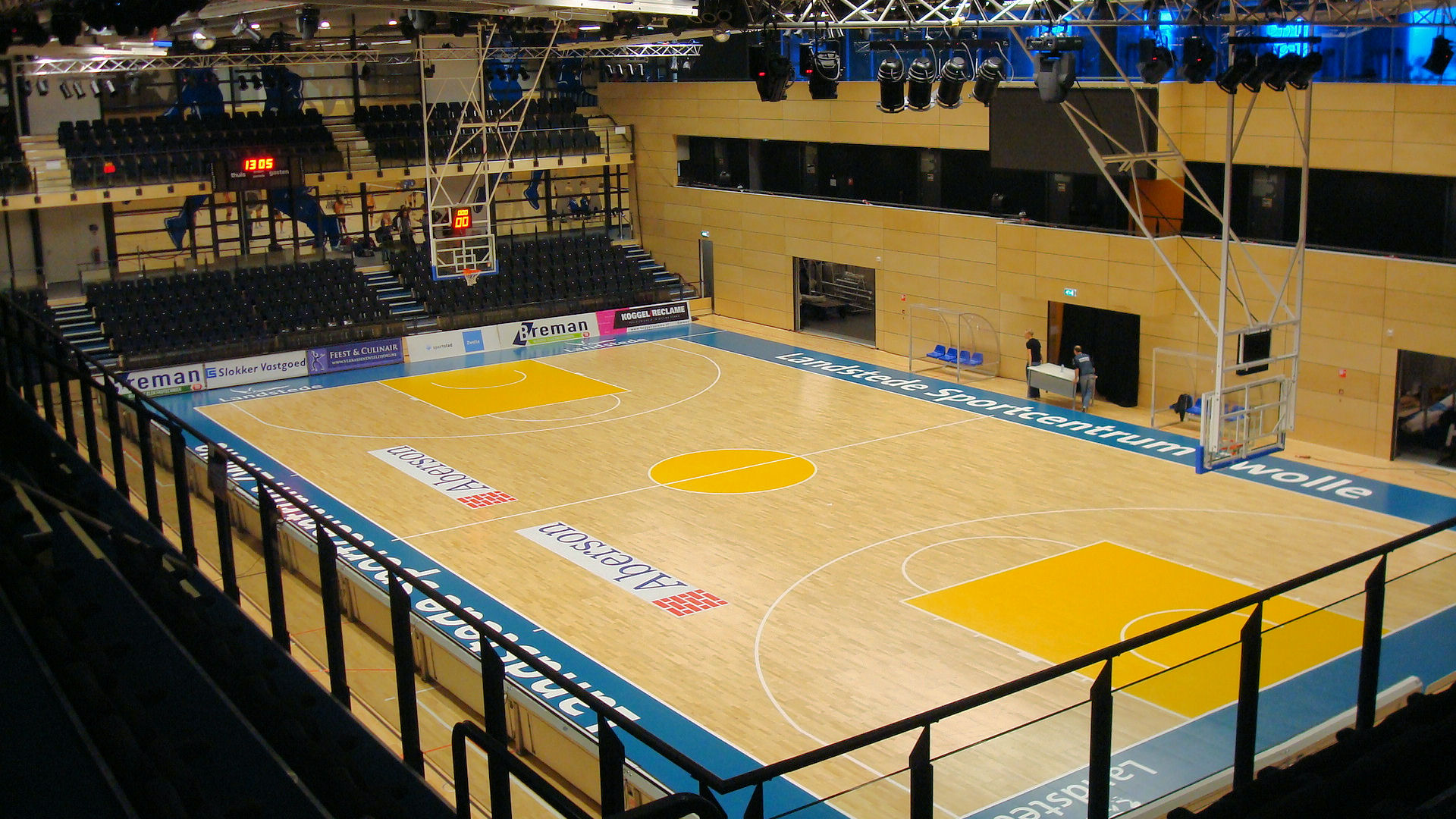
Het CentreCourt
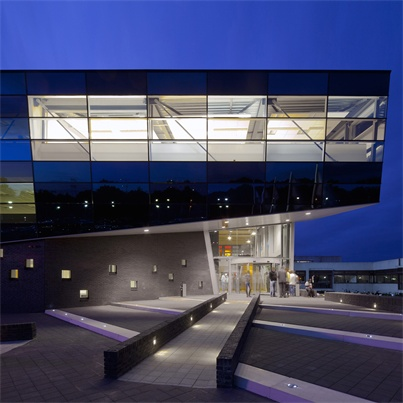
Voorkant van het Sportcentrum bij avond
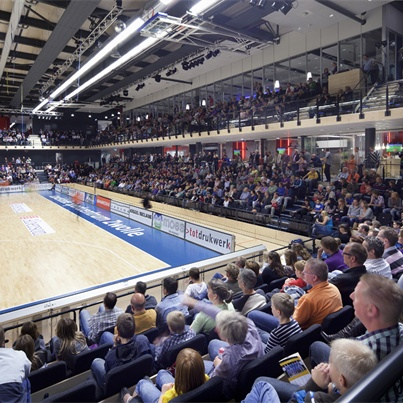
Het Centre Court tijdens een wedstrijd.
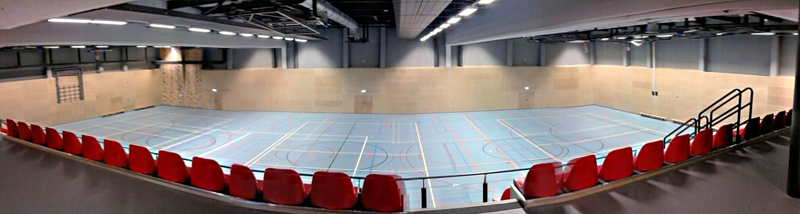
Panorama van een van de traininghallen